# Affentor

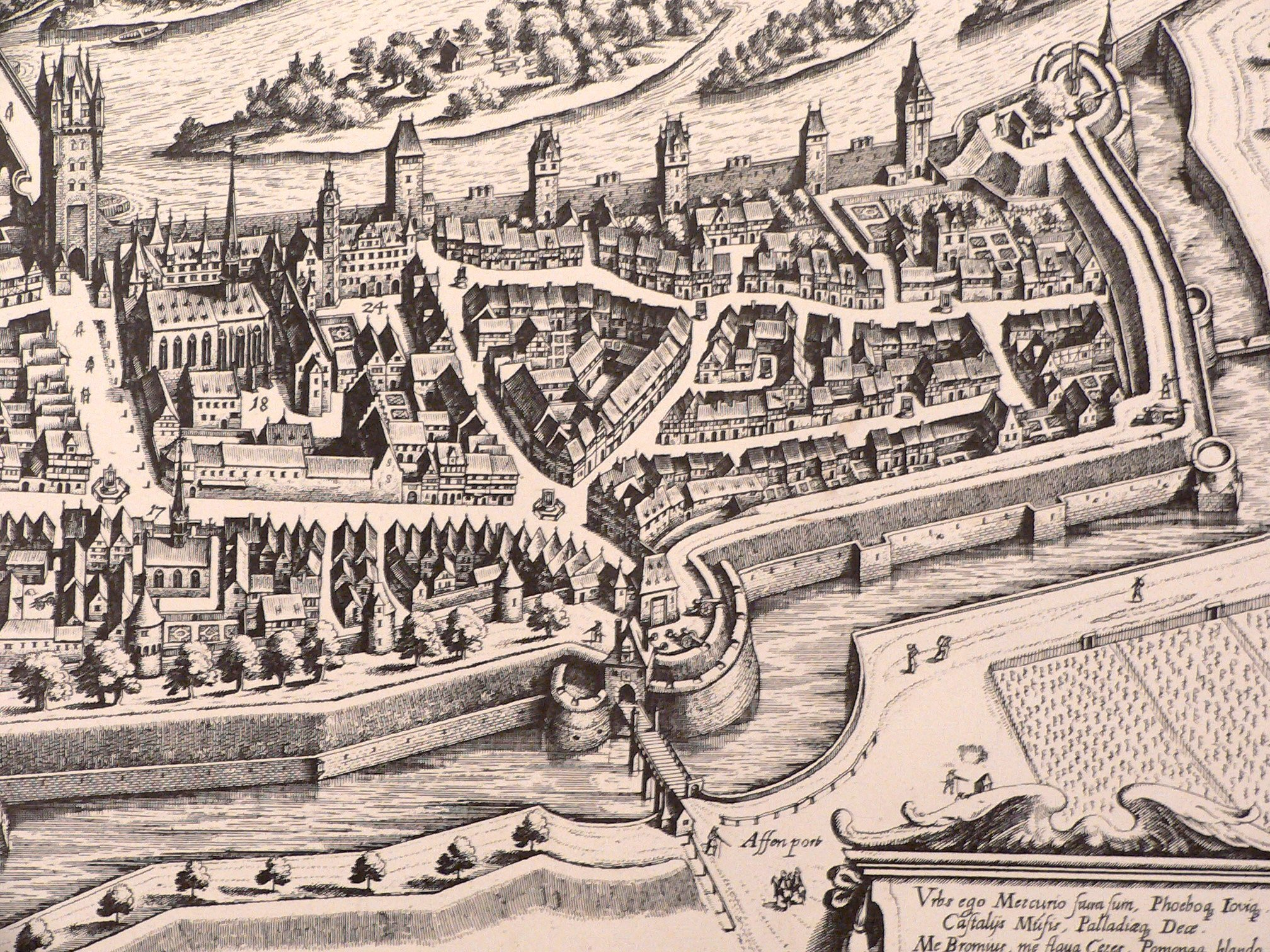
Das Affentor 1628

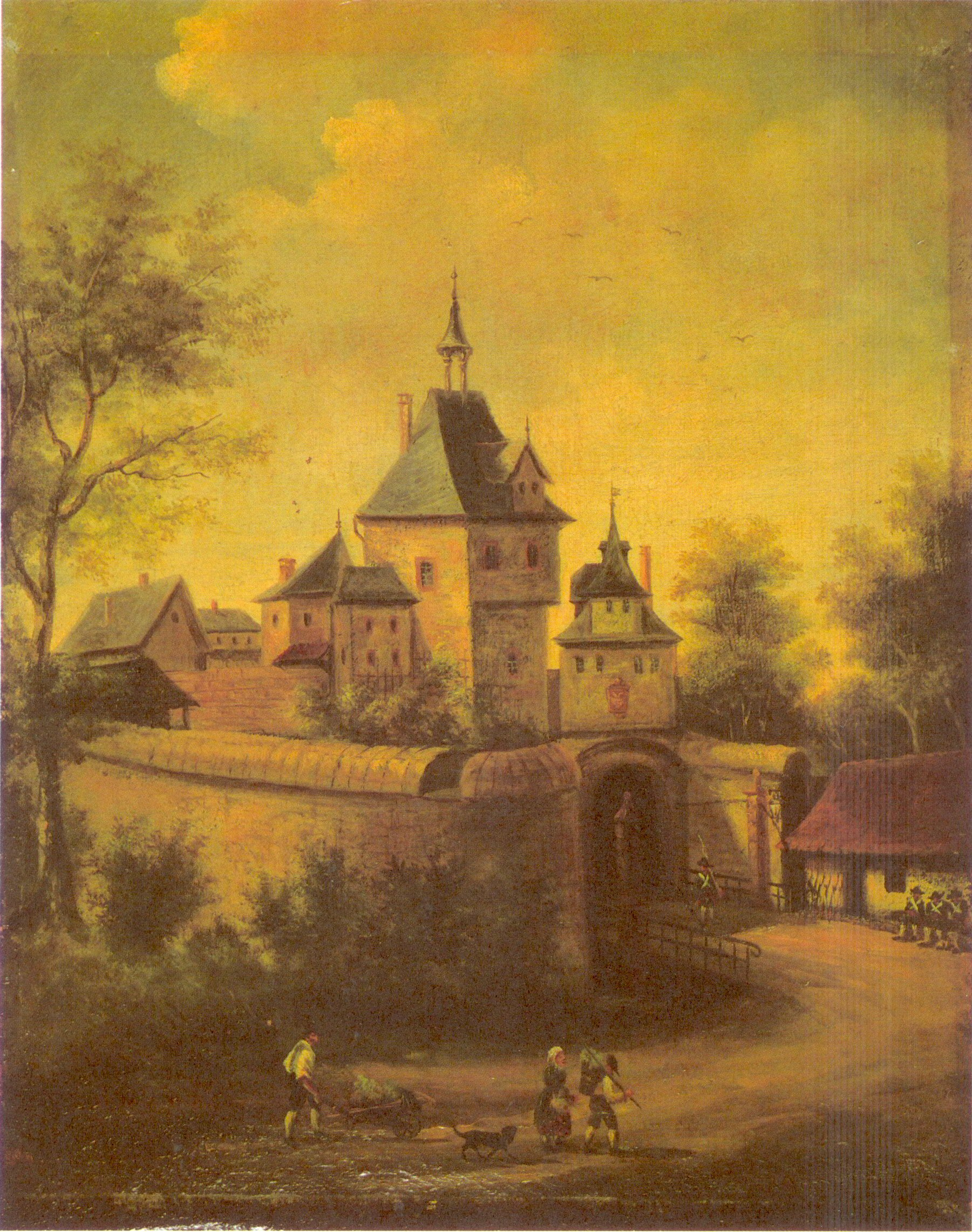
Das Affentor 1798

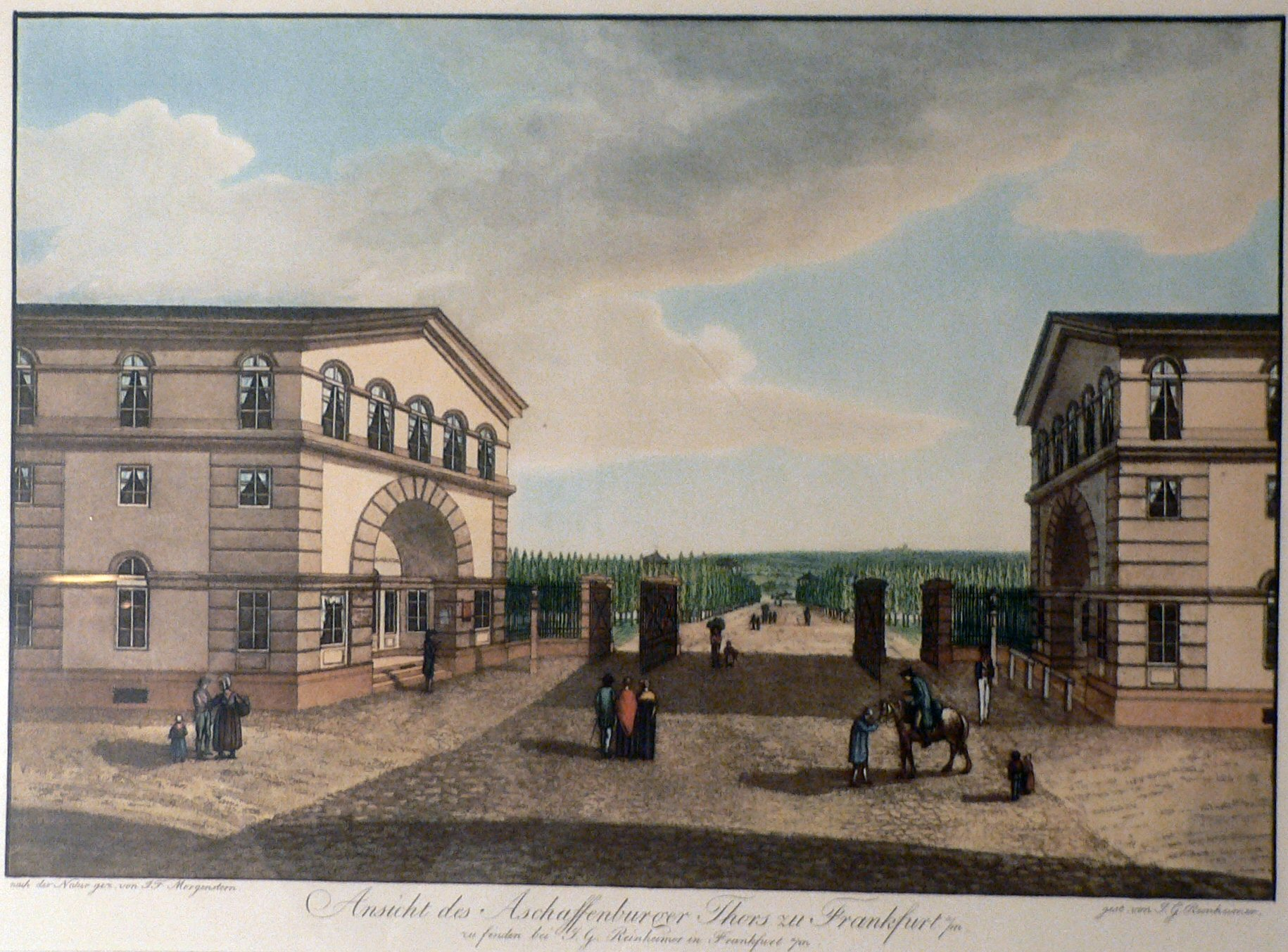
Die klassizistischen Affentorhäuser

Das Affentor war das südlichste der mittelalterlichen Stadttore von Frankfurt am Main in Sachsenhausen.

## Geschichte
Im Zuge der durch Kaiser Ludwig den Bayern genehmigten Stadterweiterung von 1333 wurde Sachsenhausen um 1390 mit einer Stadtmauer umgeben. Seitdem führte der von und nach Süden fließende Verkehr durch ein neu angelegtes Stadttor, das Affentor. Der Straßenzug vom Affentor zur Frankfurter Mainbrücke über die Elisabethenstraße und die Brückenstraße teilte Sachsenhausen in die beiden Quartiere Oberhausen und Unterhausen.
Bei der Belagerung Frankfurts 1552 im Fürstenkrieg erlitt Sachsenhausen erhebliche Schäden. Auch das Affentor wurde dabei beschädigt. Ein weiteres südwestlich davon gelegenes Stadttor, das Oppenheimer Tor, wurde nach 1552 sogar ganz geschlossen.
Anfang des 19. Jahrhunderts wurden die alten Frankfurter Stadtbefestigungen geschleift, weil sie ihre militärische Bedeutung verloren hatten. Auch das Affentor wurde 1809 abgerissen. An seiner Stelle errichtete Johann Friedrich Christian Hess 1810/11 die beiden klassizistischen Affentorhäuser als Zoll- und Wachlokale, zwischen denen die Straße hindurchführte. Noch bis 1837 wurden nachts die Stadttore verschlossen, danach hatten die Tore aufgrund der raschen Ausdehnung des bebauten Stadtgebiets ihre Funktion verloren.
Anders als die übrigen klassizistischen Stadttore Frankfurts, die 1864 abgerissen wurden, blieben die Affentorhäuser bis heute erhalten. Sie stehen unter Denkmalschutz und dienten bis 1995 als Bürgerhäuser, dann verkaufte die Saalbau GmbH sie an das Katharinen- und Weißfrauenstift. Nach weiteren Eigentümerwechseln gehören die Häuser seit 2001 dem Frankfurter Caritasverband e. V., der sie bis 2006 für 200.000 Euro renovieren ließ.

## Etymologie
Für den Namen gibt es verschiedene Erklärungen, von denen jedoch keine nachweisbar belegt ist:
- Eine Frankfurter Sage berichtet, Karl der Große habe hier auf der Flucht vor den Sachsen das Ave Maria angestimmt, worauf eine Flutwelle den Verfolgern das Überschreiten des Mains unmöglich machte. Ein zweites Anstimmen habe dazu geführt, dass sich an der Stelle des Banners eine Quelle öffnete, die später Aveborn genannt und gefasst wurde. Als man das Affentor anlegte, scheint sie bereits versiegt oder verschüttet gewesen zu sein.[3]
- Aber auch eine Namensherkunft aus einer alten Flurbezeichnung ist möglich. Nach dem Südhessischen Flurnamenbuch ist „Aube“ eine Nebenform von „Aue“, beides aus mittelhochdeutsch „ouwe“, mundartlich „Aab“ und „Aa“. „Auen-“ müsste mit „Aab“ mundartlich „Aawe-“ heißen. Dieser Ausdruck konnte als „Affen-“ missdeutet werden, in der Namensgeschichte kein seltenes Phänomen. Also könnte „Affentor“ auch ein Tor zum Auenfeld bedeuten. Tatsächlich zog sich früher eine feuchte Niederung von Sachsenhausen entlang des Mains in Richtung Offenbach.
- Schließlich könnte das Tor, wie die meisten Tore, von dem Zielort der vom Tor ausgehenden Landstraßen abgeleitet sein. „Affen“ ist die germanische Form von keltisch „aba, apa, aban, avon“ 'Fluss' und kommt in der Kurzform „-aff, -off“ ziemlich oft vor, (wie z. B. in „Aschaffenburg“ und „Offenbach“). Das „Affentor“ könnte also das „Offenbacher Tor“ oder das „Aschaffenburger Tor“ sein. Tatsächlich wurde das Tor im 19. Jahrhundert zuweilen als Aschaffenburger Tor bezeichnet, und die Etappe von Frankfurt nach Aschaffenburg entsprach ungefähr einer Tagesreise.
- Laut einer Legende, die in der Speisekarte der Gaststätte „Affentor-Schänke“ abgedruckt ist, hat das Tor seinen Namen – wie in der ersten Legende – vom Ave Maria. Am „Ave-Tor“ gab man den Reisenden ein letztes „Ave Maria“ mit auf den Weg. In Frankfurter Mundart wurde dann aus dem „Ave“ immer mehr ein ausgeschliffenes „Avve“ bis hin zum „Affe“, wodurch das „Affen-Tor“ seinen Namen erhielt.
- Eine weitere Herleitung bringt das Affentor in Verbindung mit dem Wort „Abend“.

Der Name ist jedenfalls sehr alt. Der Historiker Johann Georg Battonn leitete in seiner Frankfurter Topographie den Namen von einem in der Nähe des Tores befindlichen Haus ab: „Die Baldemarsche Handschrift von 1350 nennt dieses Tor die Roderpforte und von dem nahen Eckhause Zum Affen auch schon Affenpforte. Daß der Wald in früheren Zeiten bis an Sachsenhausen reichte, ist eine schon bekannte Sache. Aber man baute nachher verschiedene Distrikte zu fruchtbringenden Feldern an, welche insgesamt die Roder oder vielmehr die Röder hießen und von ihnen erhielt das Tor den Namen Roderpforte. Der auf dem oberen Rode zwischen Sachsenhausen und Offenbach entstandene Ort Oberrode leitete nachmals auf den irrigen Gedanken, als rühre der Name der Pforte einzig von diesem Ort her...“